# ゴロド (行政区画)
ゴロド / ホラド（ロシア語: Город / ベラルーシ語: Горад）とは、ロシアならびにベラルーシの行政区画名の1種である。英語のcity、ドイツ語のstadtなどに対応し、日本語では「市」と訳される。
歴史的には、ゴロドとは土塁や防御壁を有する居住地を指した。なお、同様に防御設備を有するが居住地として小規模な場合はゴロドクと呼ばれた。現ロシアの場合、ゴロドは、ライヨン（地区）を構成する行政区画の1種である。ラヨンはさらに広域な行政区であるオーブラスチ（州。アムール州等）、クライ（地方。ハバロフスク地方等）、レスプブリカ（共和国。タタールスタン共和国等）を構成する。すなわち、「国 - 州など - 地区 - ゴロド」の階層構造をなし、ゴロドは階層的にはセロ、ポショーロク等と同位である。ただし、モスクワ等の連邦市は州と同階層に位置する。
ロシアのゴロドは人口1万2千人以上であることが目安の1つではあるが、この基準は必ずしも厳格ではなく、歴史的要因や人口変動によって、基準を大きく割り込んだものも存在する。例えば、マガス（2017年時点で7818人）、ヴェルホヤンスク（2017年時点で1131人）、チェカリン（2017年時点で941人）等である。
ベラルーシにおいても、行政区分の単位としてホラドが用いられ、同じく市と訳される。ベラルーシのホラドの数は2017年の段階で115である。なお、同じ東スラヴ圏のウクライナでは、市にあたる用語はミスト（Місто = misto）であり、これは西スラヴ圏のポーランドのMiasto、チェコのMěsto等に比類する単語・用法である。